# L'última oportunitat
L'última oportunitat (títol original: Hoogste tijd) és una pel·lícula dramàtica belgo-holandesa dirigida per Frans Weisz, estrenada l'any 1995. Ha estat doblada al català.

## Argument
Un grup de teatre proposa el paper principal de la seva peça Noodweer a Willem « Uli » Bouwmeester, un vell artista de revista de 78 anys. Per Uli, que no ha conegut més que papers de segon pla en petits teatres, és la sort de la seva vida. Durant els assajos, es descobreix un talent innegable. Però Bouwmeester reviu els fantasmes del seu passat, i recorda el que ha fet durant l'ocupació dels Països Baixos durant la Segona Guerra Mundial, la seva homosexualitat reprimida i totes les ocasions de carrera fallides. Comprèn llavors com ha esdevingut un artista de tercer rang. A mesura que s'acosta l'estrena, Uli és cada cop més ansiós. Però el dia de l'estrena de Noodweer, no és allà, ha marxat cap a un altre món.

## Repartiment
- Rijk de Gooyer: Willem « Uli » Bouwmeester
- Josse De Pauw: Caspar Vogel
- Kitty Courbois: Berta Bouwmeester
- Camilla Siegertsz	: Stella Middag
- Bart Slegers: Max / Ariel
- Edwin de Vries: Bram Polak